# Lepturges griseostriatus
Lepturges griseostriatus là một loài bọ cánh cứng trong họ Cerambycidae.